# Sanana (flygplats)
Sanana är en flygplats i Indonesien. Den ligger i den östra delen av landet, 2 200 km öster om huvudstaden Jakarta. Sanana ligger 2 meter över havet.
Terrängen runt Sanana är huvudsakligen kuperad, men den allra närmaste omgivningen är varierad. Havet är nära Sanana åt sydost.